# Виша партијска школа „Ђуро Ђаковић”
Виша партијска школа „Ђуро Ђаковић” била је политичка школа која је постојала од 1945. до 1954. ради потреба политичког образовања кадрова Комунистичке партије Југославије (КПЈ), а носила је назив по револуционару и организационом секретару ЦК КПЈ Ђури Ђаковићу (1886—1929). Након престанка рада школе, формирана је 1960. Виша школа политичких наука, која је 1968. прерасла у Факултет политичких наука у Београду. ЦК СКЈ је 1975. формирао Политичку школу СКЈ „Јосип Броз Тито” у Кумровецу, која је деловала до 1990. године.

## Историјат
Одлуку о формирању Партијске школе „Ђуро Ђаковић” у Београду донео је крајем 1944. Централни комитет КП Југославије, али пошто је рат још увек трајао, с фронта се није могао повући већи број партијског и војног кадра на школовање, па је школа формирана тек наредне године. Школа је била замишљена као централна партијска установа за идеолошко образовање, која је требала да настави рад партијских курсева из предратног и ратног времена. Јула 1945, школа је реорганизована, након чега је њен задатак био васпитавање виших и средњих партијских кадрова. Тада су назначене и категорије партијских радника, које су требале да похађају ову школу — чланови републичких Централних комитета, чланови Обласних и Окружних комитета, секретари Среских комитета, чланови Политичких одељења армија и дивизија, шефови Политичких одсека, бригада и чланови партије из државног апарата и производње, који су по свом идеолошко-политичком нивоу и дужностима имали квалификације виших или средњих партијских руководилаца.
У програм наставе Више школе улазили су следећи предмети — кратки курс Историје СКП(б), дијалектички и историјски материјализам, политичка економија, учење о држави, Народноослободилачка борба народа Југославије и изградња нове државе, устројство Партије, руски језик и правопис. Први курс трајао је шест месеци, а похађало га је 120 ученика.
Децембра 1946. школа је претворена у једногодишњу школу, а до тада је завршило 623 слушалаца. У двогодишњу школу претворена је јула 1948, до када је завршило 937 слушалаца. Директори школе били су Пуниша Перовић и Никола Вујановић.
Након престанка рада Више партијске школе, Централни комитет СК Југославије донео је 1960. одлуку о оснивању Високе школе политичких наука, која је до била савезна установа. Пошто су 1966. укинуте високошколске установе на савезном нивоу, Виша школа политичких наука је 1968. претворена у Факултет политичких наука Универзитета у Београду, са циљем образовања млађег политичког кадра. Како је старији политички кадар остао без установе у којој би могао да се образује, одлуком ЦК СКЈ 1975. створена је Политичка школа СКЈ „Јосип Броз Тито” у Кумровцу.

## Полазници
Неки од полазника Више партијске школе, били су:
- Станка Веселинов
- Предраг Владисављевић
- Никола Гажевић
- Вели Дева
- Душан Драгосавац
- Момчило Дугалић
- Десимир Јововић
- Ђурица Јојкић
- Веселинка Малинска
- Милосав Милосављевић
- Џавид Нимани
- Дане Петковски
- Бранко Пешић
- Велимир Радичевић
- Драги Стаменковић
- Добрица Ћосић
- Доброслав Ћулафић
- Синан Хасани
- Фадиљ Хоџа
- Милан Шијан